# Пригоди клерка
«Приго́ди кле́рка» (англ. The Adventure of the Stockbroker's Clerk) — твір із серії «Спогади Шерлока Холмса» шотландського письменника Артура Конана Дойла. Вперше опубліковано Strand Magazine у 1893 році.

## Сюжет
Молодий клерк Холл Пайкрофт консультується у Холмса з приводу підозри до компанії, що запропонувала йому добре оплачувану роботу. Він також розповідає, що нещодавно був звільнений з фондової біржі і певний час не міг знайти роботу, як ось вигідна пропозиція від фірми «Mawson and Williams» у Сіті. Перед роботою до нього підійшов Артур Піннер і просить зустріти його брата, Гаррі Піннера, в Бірмінгемі. Брат Гаррі пропонує підписати документи для подальшої роботи.
Холмс з Вотсоном приїжджають до Бірмінгему та представляються як люди, які шукають роботу. Вони застають шокованого Піннера, який читав лондонську газети. Він намагався за допомогою повішення закінчити життя самогубством. Доктор Вотсон рятує його від смерті. Як виявилося Піннер один, у нього нема брата, а вся його компанія блеф, яку було засновано для того, щоб отримати підпис молодого клерка, який потім можна використати у шахрайських справах. У газеті детектив знаходить новину, що пограбування вже сталося.